# Torneio Internacional Zé Dú de 2016
O Torneio internacional “Zé Dú” de  hóquei em patins  visa homenagear o Presidente da República de Angola, José Eduardo dos Santos. Realizou-se de 24 a 27 de agosto, no Pavilhão Multiuso da Cidadela, em Luanda, o 15.º Troféu Internacional de Hóquei em Patins, denominado "Troféu José Eduardo dos Santos".

## Fase de Grupos

### Grupo A
|    | Equipe              | Pts | J | V | E | D | GM | GS | DG |
| -- | ------------------- | --- | - | - | - | - | -- | -- | -- |
| 1º | Académica Luanda    | 6   | 2 | 2 | 0 | 0 | 14 | 4  | 10 |
| 2º | Misto África do Sul | 3   | 2 | 1 | 0 | 1 | 6  | 12 | -6 |
| 3º | Misto Benguela      | 0   | 2 | 0 | 0 | 2 | 3  | 12 | -9 |

|                     | Angola | África do Sul | Angola |
| ------------------- | ------ | ------------- | ------ |
| Académica Luanda    |        | 10-2          | 8-1    |
| Misto África do Sul |        |               | 4-2    |
| Misto Benguela      |        |               |        |

### Grupo B
|    | Equipe                | Pts | J | V | E | D | GM | GS | DG |
| -- | --------------------- | --- | - | - | - | - | -- | -- | -- |
| 1º | 1º Agosto             | 6   | 2 | 2 | 0 | 0 | 15 | 2  | 13 |
| 2º | Misto Namibe          | 3   | 2 | 1 | 0 | 1 | 6  | 11 | -5 |
| 3º | Ferroviário de Maputo | 0   | 2 | 0 | 0 | 2 | 3  | 11 | -8 |

|                       | Angola | Angola | Moçambique |
| --------------------- | ------ | ------ | ---------- |
| 1º Agosto             |        | 9-1    | 6-1        |
| Misto Namibe          |        |        | 5-2        |
| Ferroviário de Maputo |        |        |            |

## 5º/6º
| Misto Benguela | 2 | Ferroviário de Maputo | 3 |
| -------------- | - | --------------------- | - |

## 3º/4º
| Misto Namibe | 4 | Misto África do Sul | 3 |
| ------------ | - | ------------------- | - |

## Final
| 1º Agosto | 4 | Académica Luanda | 3 |
| --------- | - | ---------------- | - |

## Ligações Externas
- FAP
- ANGOP